# 薩拉戈薩區

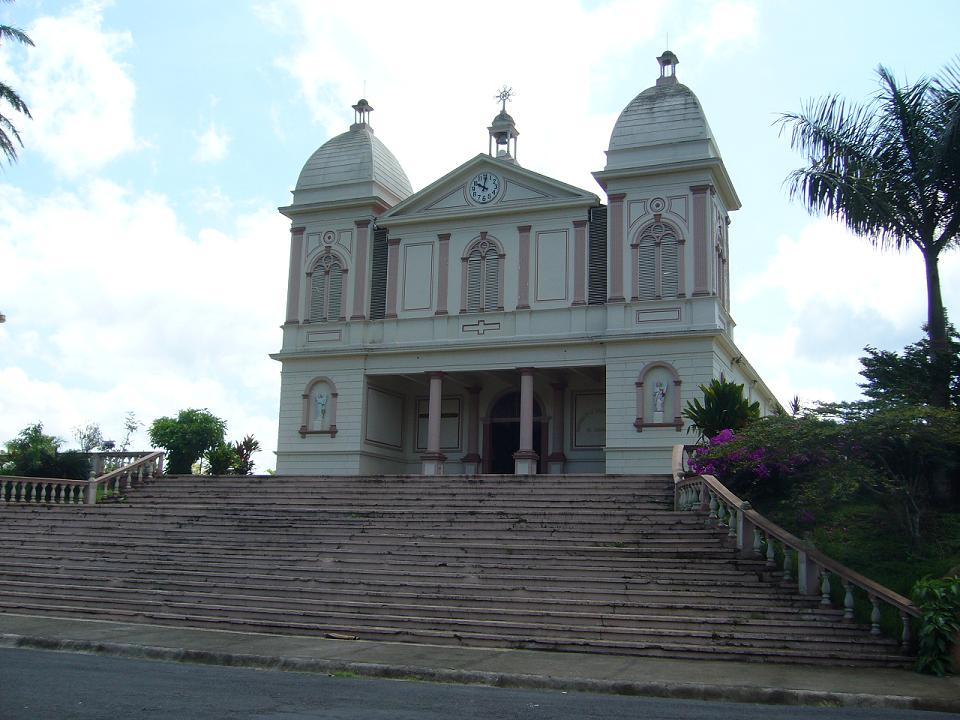

薩拉戈薩區（西班牙語：Zaragoza），是哥斯達黎加的一個區，位於該國西北部阿拉胡埃拉省，面積8.05平方公里，海拔高度996米，2011年人口8,219，人口密度每平方公里1,020.99人。